# Emil Atlason
Emil Atlason (Reykjavík, 22 luglio 1993) è un calciatore islandese, di ruolo attaccante.

## Biografia
Anche suo nonno Evald Mikson, suo padre Atli Eðvaldsson e suo zio Jóhannes Eðvaldsson sono stati calciatori.

## Carriera

### Club
Ha sempre giocato nella massima serie islandese con KR Reykjavík, Valur e Þróttur, tranne un'esperienza in prestito ai tedeschi del Preußen Münster in terza serie.

### Nazionale
Dal 2012 al 2014 ha fatto parte della nazionale Under-21 islandese, con cui ha preso parte alle qualificazioni per gli Europei Under-21.

## Palmarès

### Club

#### Competizioni nazionali
- Campionato islandese: 1

KR Reykjavík: 2013
- Coppa d'Islanda: 2

KR Reykjavík: 2012, 2014
- Coppa di Lega islandese: 1

KR Reykjavík: 2012
- Supercoppa d'Islanda: 2

KR Reykjavík: 2012, 2014

### Individuale
- Capocannoniere della Úrvalsdeild: 1

2023 (17 gol)